# 瓜氏虎鯊
瓜氏虎鯊（學名：Heterodontus quoyi）是軟骨魚綱虎鯊目虎鯊屬下的一個物種，又名加拉巴哥異齒鯊，生活於東太平洋祕魯及加拉巴哥群島海域，緯度0°S至10°S水深3-40米的地方。牠們可生長達1.07米。
瓜氏虎鯊棲息在砂床及岩石礁區，在近岸大陸及島嶼海域之間露頭的砂石區。牠們會在海底不動的休息，是溫馴、不攻擊及不善於游泳。牠們以貝類、蟹及細小的脊椎動物為食物。
瓜氏虎鯊是卵生的，出生時雄性幼鯊約有17厘米。